# Guillaume Budé
Guillaume Budé (tiếng Latinh: Guilielmus Budaeus) (26 tháng 1 năm 1467 – 23 tháng 8 năm 1540) là một học giả người Pháp.
Ông sinh tại Paris nhưng học luật tại Đại học Orléans

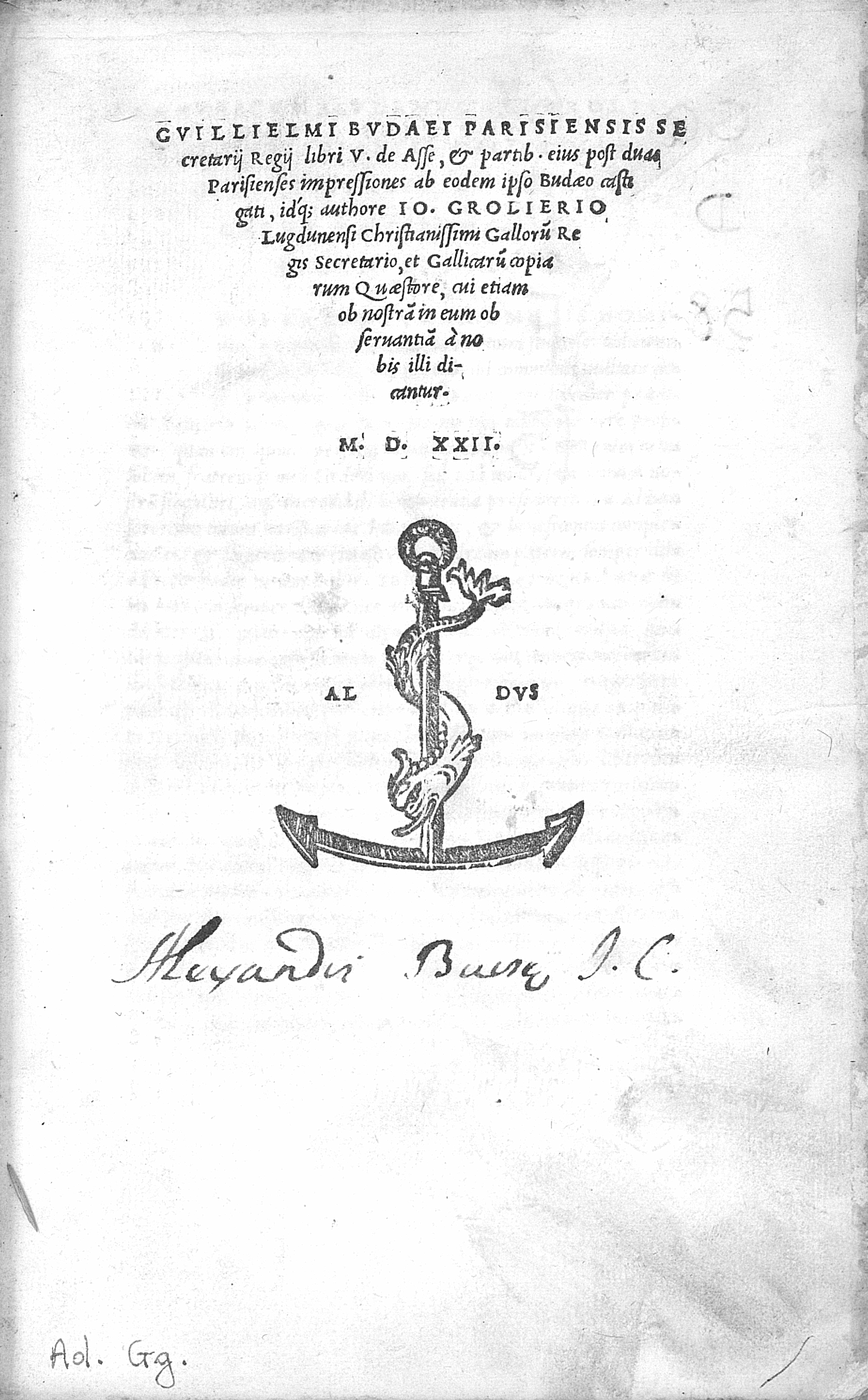
Libri V de Asse et partibus ejus, 1522